# Iberdrola
A Iberdrola é uma empresa espanhola, com sede em Bilbau, no País Basco, dedicada à geração, distribuição e comercialização de energia. Desde sua fundação em 1992, após a fusão da Iberduero e Hidroeléctrica Española, a empresa é um conglomerado energético líder especializado na geração, transmissão, distribuição e comercialização de gás natural e eletricidade. A companhia se consolidou como uma das principais empresas do setor elétrico do mundo e a segunda companhia de energia elétrica mais valiosa do mundo.
A empresa opera há anos na Europa, Estados Unidos, Brasil, México e Austrália. Atualmente, também atua em mercados no Japão, Irlanda, Suécia e Polônia, fornecendo energia a cerca de 100 milhões de pessoas. A Iberdrola conta com mais de 40.000 colaboradores e ativos avaliados em mais de 150.000 milhões de euros. Em março de 2024, os maiores acionistas da empresa eram o Qatar Investment Authority com uma participação de 8.69% e a BlackRock com uma participação de 5.29%.

## História
Após a fusão da Iberduero e da Hidroeléctrica Española, em 1 de novembro de 1992, foi criada a Iberdrola.
Em 2001, a chegada de José Ignacio Sánchez Galán marcou um ponto de inflexão no mercado de energias renováveis. 
Em 2002, a Iberdrola iniciou sua atividade comercial em Portugal, com seu primeiro fornecimento em janeiro de 2003. Em paralelo ao processo de liberalização do mercado energético no país, a companhia ingressou no segmento residencial e de pequenas empresas em 2013 e em 2017 começou a vender gás natural. 
Desde sua entrada no mercado português, a Iberdrola também desenvolveu diversos projetos para construir plantas de energias renováveis em Portugal, com destaque para o complexo hidrelétrico do Tâmega.
A expansão global da Iberdrola também chegou ao mercado brasileiro. Em 2011, a empresa passou a controlar a Elektro, empresa de distribuição de energia de cidades nos estados de São Paulo e Mato Grosso do Sul.
Em 2016, a Iberdrola realizou o processo de fusão da Elektro e do grupo Neoenergia, o que resultou na criação de uma empresa avaliada em 20 bilhões de euros.
Em 2019, coloca em operação a usina hidrelétrica de Baixo Iguaçu. No mesmo ano, a Neoenergia estreou na Bolsa de Valores de São Paulo. E, em 2020, adquire o controle da empresa de distribuição de energia de Brasília, a CEB Distribuição S.A.
Em 2023, a Iberdrola alcança a marca de 41.246 MW de energia renovável instalada no mundo, consolidando sua posição de liderança para conduzir a transição global da matriz energética para um modelo mais sustentável e limpo.

## Direção
Presidentes da Iberdrola
- Íñigo de Oriol Ybarra. Presidente da Iberdrola entre 1992 e 2005.
- José Ignacio Sánchez Galán. Presidente da Iberdrola desde 2005.

## Iberdrola em Portugal
A Iberdrola concretizou, em julho de 2004, a instalação da sua sede em Portugal, na cidade de Lisboa. 
Além de operar no setor de comercialização de energia para os segmentos residenciais e comerciais em Portugal, Iberdrola também está presente no país por meio de suas plantas de energias  hidrelétrica, solar e eólica. 

### Energia Hidrelétrica
No norte de Portugal, Iberdrola conta com o complexo hidrelétrico do Tâmega, que é formado por três usinas hidrelétricas: Gouvães, Daivões e Alto Tâmega. Todas estão construídas no Rio Tâmega afluente do rio Douro, próximo da cidade de Porto. O complexo é um dos maiores projetos hidrelétricos desenvolvidos na Europa nos últimos 25 anos.
As três usinas hidrelétricas têm capacidade instalada de 11,58 MW, o que representa um aumento de 6% da capacidade energética total instalada no país. O empreendimento tem capacidade de armazenamento suficiente para abastecer a dois milhões de casas em Portugal durante um dia inteiro. O complexo hidrelétrico do Tâmega evitará a emissão de 1,2 milhão de toneladas de CO2 por ano e diversificará as fontes de geração de energia, evitando a importação de mais de 160.000 toneladas de petróleo por ano.

### Energia solar
A Iberdrola foi a maior vencedora, em número de lotes, no leilão solar de 2019 em Portugal, com um total de 7 projetos fotovoltaicos.

#### Central fotovoltaica Algeruz II
Localizada no distrito de Setúbal e com capacidade instalada de 27,35 MW, a central fotovoltaica Algeruz II foi a primeira usina solar da Iberdrola em Portugal. A instalação terá capacidade de produzir energia limpa suficiente para abastecer mais de 11.000 casas e evitar a emissão de 13.400 toneladas de CO2 por ano.

#### Central fotovoltaica de Fernando Pessoa
A usina fotovoltaica de Fernando Pessoa é o maior projeto fotovoltaico da Europa e o quinto maior do mundo. Com 1.200 MW de capacidade instalada, abastecerá 430.000 residências com energia renovável a partir de 2025, quando está prevista sua entrada em operação. O projeto está localizado no município de Santiago do Cacém, próximo a Sines, o centro logístico do sul da Europa.

## Iberdrola no Brasil
Em 2011, a Iberdrola adquiriu 99,7% das ações da Elektro, responsável pela concessão de energia de diversas cidades no interior de São Paulo e do Mato Grosso do Sul.
Em 2017, após um acordo de fusão da Elektro com o grupo Neoenergia - empresa em que a Iberdrola detinha à época 39% do controle acionário, a companhia espanhola se tornou a principal acionista, com 52% do controle acionário, de uma empresa avaliada em 20 bilhões de euros e com operação nos setores de geração, transmissão, distribuição e comercialização de energia.
Em fevereiro de 2019, a Iberdrola, por meio da Neoenergia, inaugurou a usina hidrelétrica de Baixo Iguaçu. No mesmo ano, sua filial brasileira estreou na Bolsa de Valores de São Paulo, com o melhor desempenho entre as empresas do setor energético desde 2004.
Em dezembro de 2020, a Iberdrola adquiriu o controle da empresa de distribuição de eletricidade de Brasília, a CEB Distribuição (CEB-D). Sua filial brasileira, a Neoenergia, ganhou o leilão de privatização da empresa, que distribui energia para mais de 3 milhões de consumidores na capital do país, por 400 milhões de euros.

### Distribuição de energia
Com a aquisição da CEB, a Iberdrola se tornou uma das maiores empresas de distribuição de energia no Brasil. Responsável por gerir mais de 600 mil quilômetros de redes elétricas, a empresa distribui energia para mais de 16 milhões de clientes, em seis estados brasileiros (Bahia, Pernambuco, Rio Grande do Norte, São Paulo, Mato Grosso do Sul e Brasília).

### Energia hidrelétrica
Uma de suas principais instalações, em termos de capacidade instalada, é a usina hidrelétrica de Baixo Iguaçu. O empreendimento, que entrou em operação em fevereiro de 2019, tem capacidade instalada de 350 MW, quantidade de energia suficiente para gerar energia limpa para mais de um milhão de pessoas.

## Patrocínios esportivos
A Iberdrola, por meio da Neoenergia, demonstra seu compromisso ao contribuir para o desenvolvimento e incentivo das áreas culturais e esportivas do Brasil e de Portugal.
Seleção Brasileira de Futebol Feminino: 
A Iberdrola anunciou o fechamento de um contrato de patrocínio exclusivo com a Seleção Brasileira de futebol feminino. Válido até 2024, o acordo, que busca promover a igualdade de gênero por meio da prática esportiva, prevê ainda apoio à competição nacional de clubes.
Seleção Portuguesa de Futebol Feminino: 
Em abril de 2024, a Seleção Portuguesa de Futebol Feminino e a Iberdrola anunciaram um acordo de patrocínio, que será válido até 2027. A parceria inclui também competições nacionais de clubes organizadas pela Federação Portuguesa de Futebol. O objetivo do acordo é promover a igualdade de género no país e aumentar a visibilidade da modalidade.
Embaixadoras do esporte feminino: 
O apoio às atletas de diversas modalidades esportivas é outra ferramenta de apoio da Iberdrola para promover a igualdade de gênero por meio da prática esportiva no Brasil e em Portugal. Desde 2022, a empresa anunciou parcerias com diversas atletas brasileiras como a nadadora Ana Marcela Cunha, a ciclista Tota Magalhães, a kitesurfista Bruna Kajiya e a corredora Mirelle Leite.
Rock in Rio e The Town: 
O Rock in Rio e o The Town, dois dos maiores festivais de música do Brasil, firmaram um acordo de parceria, em julho de 2023, com a Iberdrola para tornar o evento mais sustentável e contribuir com o processo de descarbonização do planeta.